# جورج تايلور (سياسي)
جورج تايلور (بالإنجليزية: George Taylor)‏ هو سياسي كندي، ولد في 31 مارس 1840، وتوفي في 26 مارس 1919. حزبياً، نشط في حزب كندا المحافظ. وقد انتخب عضو مجلس الشيوخ الكندي وانتخب عضو مجلس العموم الكندي.